# Cá thu vạch
Cá thu vạch hay còn gọi là Cá thu Tây Ban Nha (Danh pháp khoa học: Scomberomorini) là tên gọi chỉ chung cho một số loài cá thu. Thông thường cơ thể chúng có những sọc vạch theo đường biên.

## Đặc điểm chung
Các loài này đều có hình dáng thuôn dài, màu xanh sáng bạc và xanh đen, phía lưng sậm hơn dưới bụng. Da mỏng, trơn và không vảy, có phân bố một số vạch thẳng đứng màu xanh đen. Cá Thu Vạch có hai vi cứng ở lưng và bụng. Đuôi cá to, xẻ như mũi tên. Chúng sinh sản theo mùa, sống tập trung ở các vùng biển ấm, quanh các rạn san hô hay đá ngầm. Khi còn nhỏ, sống theo bầy đàn cùng loài, nhưng khi trưởng thành chúng có xu hướng sống lẫn vào các loài cá khác cùng họ.
Cá Thu Vạch là các loại cá lớn trong họ cá Thu ngừ, chúng trưởng thành sau 2 năm, chiều dài thông thường trung bình 80 cm và nặng 5 kg, nhưng có con dài đến 200 cm và nặng 70 kg. Cơ thể cá Thu Vạch nhiều thịt, ít xương, giá trị dinh dưỡng cao. Chúng ăn mồi chủ yếu là cá nhỏ, mực ống và tôm ở độ sâu 5-40m. Ở Việt Nam, cá Thu Vạch được đánh bắt quanh năm. Ở phía Bắc, vụ chính từ tháng 4 đến tháng 7 và ở Phía Nam, vụ chính từ tháng 9 đến tháng 4.

## Các chi và loài
- Acanthocybium (Gill, 1862)
  - A. solandri (Cuvier, 1832), wahoo
- Grammatorcynus (Gill, 1862)
  - G. bicarinatus (Quoy & Gaimard, 1825),
  - G. bilineatus (Rüppell, 1836),
- Scomberomorus (Lacepède, 1801)
  - S. brasiliensis Collette, Russo & Zavala-Camin, 1978,
  - S. cavalla (Cuvier, 1829),
  - S. commerson (Lacépède, 1800),
  - S. concolor (Lockington, 1879),
  - S. guttatus (Bloch & Schneider, 1801), Indo-Pacific king mackerel
  - S. koreanus (Kishinouye, 1915),
  - S. lineolatus (Cuvier, 1829),
  - S. maculatus (Couch, 1832),
  - S. multiradiatus Munro, 1964,
  - S. munroi Collette & Russo, 1980,
  - S. niphonius (Cuvier, 1832),
  - S. plurilineatus Fourmanoir, 1966,
  - S. queenslandicus Munro, 1943,
  - S. regalis (Bloch, 1793),
  - S. semifasciatus (Macleay, 1883),
  - S. sierra Jordan & Starks, 1895,
  - S. sinensis (Lacépède, 1800),
  - S. tritor (Cuvier, 1832)